# Arabische Socialistische Ba'ath-partij (Irak)
De Arabische Socialistische Ba'ath-partij (Arabisch: حزب البعث العربي الاشتراكي في العراق , Hizb Al-Baath Al-'Arabi Al-Ishtiraki fi Al-'Iraq) is een Iraakse politieke partij die is opgericht in 1952. De partij was een onderdeel van de originele Ba'ath-partij van 1952 tot 1966, na de splitsing werd het onderdeel van de Iraaks-geleide factie. De partij regeerde Irak van 1968 tot 2003, voor vele jaren onder het leiderschap van Saddam Hoessein. Op 9 april 2003, bij het ten val brengen van het regime van Saddam Hoessein, werd de partij in Irak door de Amerikanen ontbonden.